# Жджари (Радомський повіт)
Жджари (пол. Żdżary) — село в Польщі, у гміні Пйонки Радомського повіту Мазовецького воєводства.
Населення — 161 особа (2011).

## Демографія
Демографічна структура станом на 31 березня 2011 року:
|          | Загалом | Допрацездатний вік | Працездатний вік | Постпрацездатний вік |
| -------- | ------- | ------------------ | ---------------- | -------------------- |
| Чоловіки | 90      | 10                 | 71               | 9                    |
| Жінки    | 71      | 13                 | 44               | 14                   |
| Разом    | 161     | 23                 | 115              | 23                   |